# Il quiz dell'amore
Il quiz dell'amore (Starter for 10) è un film del 2006 diretto da Tom Vaughan, tratto dal romanzo Le domande di Brian di David Nicholls, il quale ne ha anche adattato la sceneggiatura.

## Trama
Ambientato nel 1985, il film racconta le disavventure di Brian Jackson, uno studente al primo anno della facoltà di Letteratura dell'Università di Bristol. Nonostante le umili origini, Brian è amante della conoscenza e fin da piccolo ha la mania per il quiz televisivo University Challenge.
Per poter partecipare al quiz, entra a far parte di un gruppo di dotati studenti di cui fa anche parte l'affascinante Alice. Brian cercherà di far colpo sulla bella studentessa, ma il suo fascino non particolarmente da adone colpisce il cuore di Rebecca, una dolce studentessa politicamente impegnata.